# جيمس توماس أودود
جيمس توماس أودود (بالإنجليزية: James Thomas O'Dowd)‏ هو كاهن كاثوليكي أمريكي، ولد في 4 أغسطس 1907 في سان فرانسيسكو في الولايات المتحدة، وتوفي في 4 فبراير 1950 في فيرفيلد في الولايات المتحدة بسبب حادث مرور.